# Alessio Boni

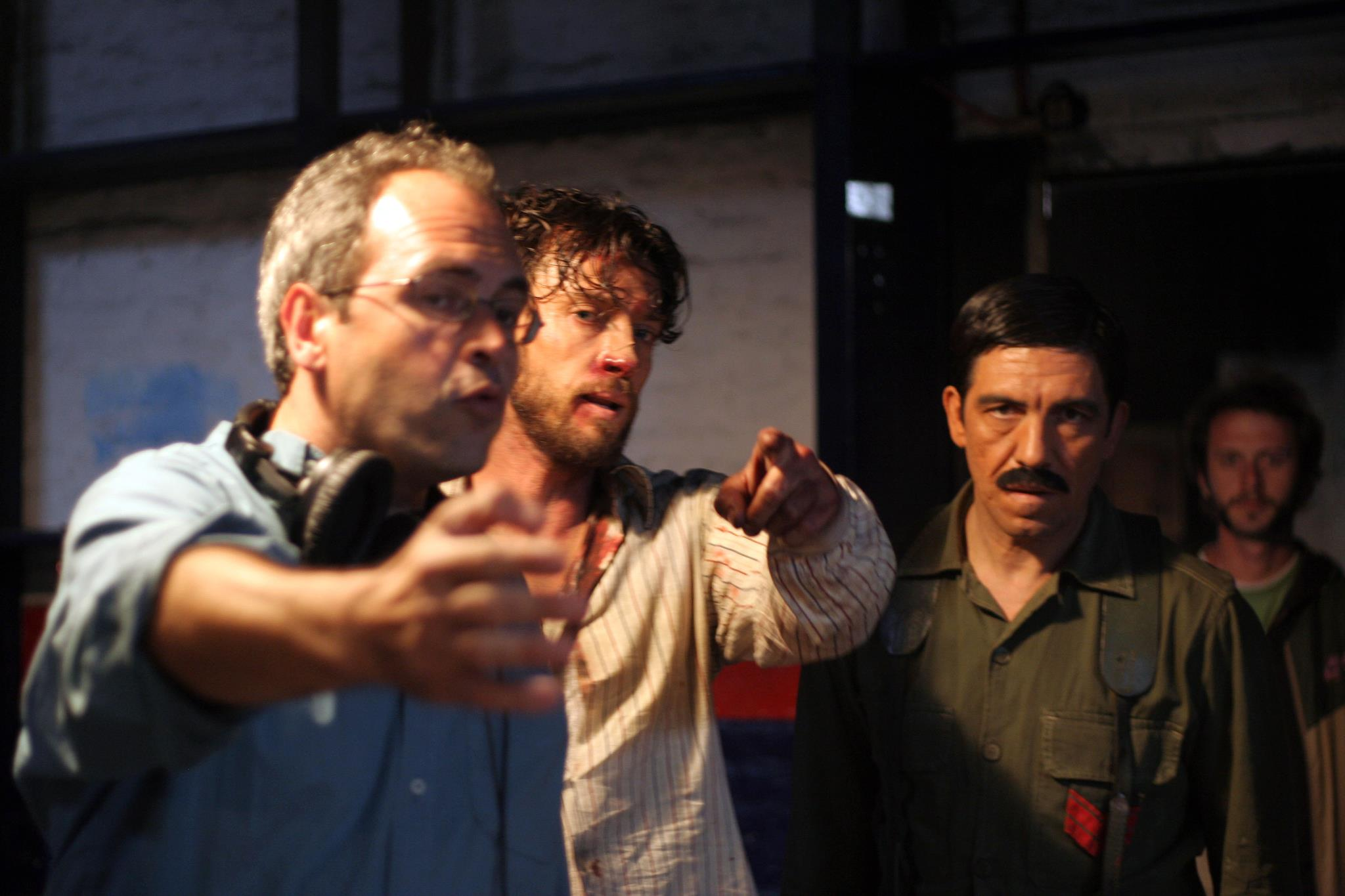
Stefano Incerti en Alessio Boni

Alessio Boni (Sarnico, 4 juli 1966) is een Italiaanse acteur.
In 1992 studeerde Alessio Boni af aan de toneelopleiding van de Accademia Nazionale d'Arte Drammatica. In 1998 brak hij op televisie door in La Donna del Treno. Zijn rol van Matteo in La meglio gioventù betekende zijn doorbraak op het witte doek. Boni werkte samen met regisseur Cristina Comencini in de film La bestia nel cuore, de Italiaanse bijdrage in de race voor de Academy Award voor Beste Niet-Engelstalige Film. 
Verder vertolkte hij Enrico Piaggio: Un sogno italiano (2019) en Caravaggio (2008).